# Turridrupa cerithina
Turridrupa cerithina là một loài ốc biển, là động vật thân mềm chân bụng sống ở biển trong họ Turridae.

## Miêu tả
Loài này có kích thước giữa 15mm và 24 mm

## Phân bố
Loài này có ở Mauritius, Nhật Bản, Queensland (Úc) và Fiji

## Hình ảnh

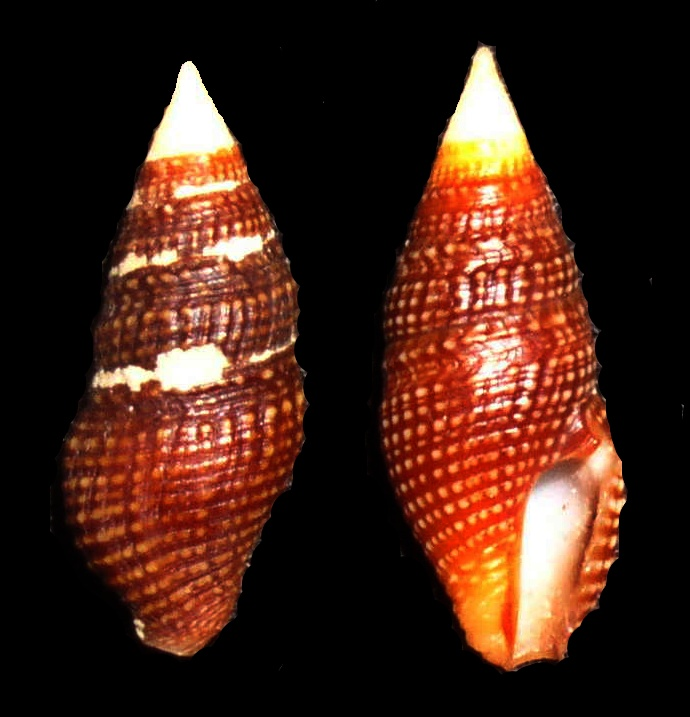
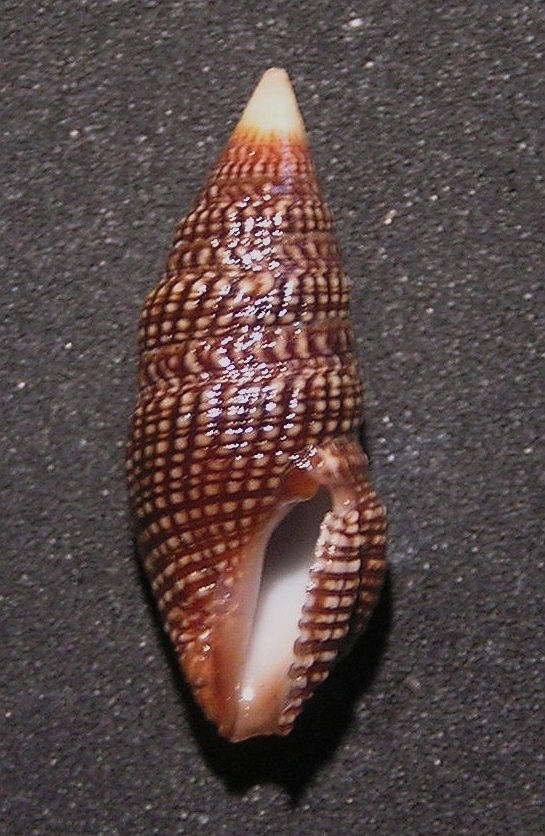